# 13º piano: fermata per l'inferno
13º piano: fermata per l'inferno, conosciuto anche con il nome di Ascensore per l'inferno (Nightmare on the 13th Floor) è un film horror per la televisione del 1990 diretto da Walter Grauman e con Michele Greene, John Karlen, Louise Fletcher, Alan Fudge, Terri Treas e James Brolin.

## Trama
Elaine Kalisher è una giornalista che scrive per una rivista di turismo. Si reca al Wessex Hotel per fare un articolo sullo stesso. Appena arrivata viene accolta da Judith Teller, che lavora nell'albergo; la donna si offre di aiutarla e le dice che l'albergo è a sua disposizione. Elaine va in cucina al piano terra, dove è presente Letti Gordon, una donna alquanto strana e molto antipatica che fa parte dello staff. Elaine si fa dire dov'è il salone per i congressi, e la Gordon le fa prendere l'ascensore di servizio, dicendo alla donna che il salone si trova all'ultimo piano. Entrata nell'ascensore e sorpassato il 14º piano, il mezzo si blocca, ed inizia a tornare giù ad alta velocità. Intervengono i freni di sicurezza che fermano l'ascensore all'improvviso ma Elaine cade, sbattendo la testa.
Dopo un breve svenimento, la giornalista si rialza e tra le porte socchiuse sente una melodia "allegra" al pianoforte e vede un uomo sanguinante che le chiede aiuto. Subito dopo la donna sviene di nuovo. Quando viene tirata fuori la Kalisher racconta quanto accaduto allo staff dello stabile, tra cui sono presenti il signor Rogas, direttore dell'albergo, e il dottor Alan Lanier. Racconta che era situata tra un piano e l'altro, e che poteva vedere il piano sopra la cabina dell'ascensore. Ciò che ha visto era un piano con le lampade a gas e dei tappeti orientali; dopo di che, un uomo per terra che le chiede aiuto.
Elaine viene rassicurata sull'accaduto: una probabile allucinazione dovuta al violento urto avuto alla testa; ma dopo che una signora anziana, precedentemente divenuta sua amica, sparisce senza lasciare traccia, Elaine si insospettisce. Mentre girovaga per la città, la giornalista scorge un clochard con degli stivali che rammenta di aver visto mentre era nell'ascensore prima dell'accaduto. Cerca quindi di inseguire il barbone, ma questi, per paura di essere rincorso da una poliziotta, fugge. Subito Elaine riferisce quanto visto a Judith, che la porta dal Signor Rogas, il quale le ricorda che lei non aveva mai parlato di un paio di stivali. La Kalisher si giustifica dicendo di essersene dimenticata e così Judith propone di chiamare la polizia. Arrivato il Sergente Madden, fanno su e giù con l'ascensore per controllare l'effettiva esistenza di un piano che corrisponda alla descrizione della donna, senza risultato. Al ritorno un agente nota che nel pannello indicante i piani manca il 13º. Anche nella pulsantiera del saliscendi non è presente. Rogas si giustifica dicendo che sono molti gli alberghi che non usano il numero 13, per superstizione, in quanto è il numero del diavolo.
Poco dopo, Elaine rivede in giro quel barbone e chiede informazioni su dove possa trovarlo. Elaine prova ad andarlo a cercare, ma non trova nulla eccetto vestiti; subito si accorge che dietro di lei c'è il clochard, che le dà della "poliziotta" e la manda via. Elaine va alla centrale della polizia, dove racconta al Sergente quanto accaduto. L'ufficiale va a controllare e telefona in albergo alla Kalisher che è in compagnia del dottor Alan Lanier, in quanto i due sono diventati buoni amici. Madden le dice che quella roba era tutta rovinata e bruciacchiata, insomma, senza valore. Così Alan le suggerisce che il barbone avrebbe potuto prenderla dall'inceneritore. Elaine si "apposta" nel sotterraneo dove sono presenti gli inceneritori, e vede il barbone che cerca all'interno e che rimescola la spazzatura. Da una porta esce Lettie Gordon, che chiede all'uomo cosa stesse facendo, ottenendo una risposta sgarbata. Lettie si offre, quasi con un tono ingannevole, di fargli mangiare qualcosa; lo porta così verso l'ascensore... Ma la Kalisher ha visto tutto, e mentre cerca di avvisare Judith, Lettie si ferma al 12º piano, e tramite una semplice manomissione alla pulsantiera del mezzo, arriva al 13º piano, spingendo dentro il barbone. L'uomo gira per il piano, e sente la solita canzoncina "allegra" al pianoforte; tuttavia dopo qualche secondo il clochard viene ucciso da un uomo con un'accetta. Elaine conta il numero dei piani a cui si può accedere dall'ascensore e quelli esterni dello stabile, constatando che sono 15; il giorno dopo, all'ufficio tecnico del comune, chiede all'impiegata Gail Myers i prospetti del Wessex. Gail la porta nell'archivio, dove le fa vedere la pianta dell'edificio originale. Risultano 16 piani, ma Elaine le dice che il Wessex ne ha 15. La dipendente, cercando un po'  più avanti, si accorge che in una pianta successiva di piani ce ne sono 15, ovvero com'è attualmente l'hotel. Inoltre si scopre che il 13º piano è stato sigillato, e all'esterno è stato applicato un fregio per coprirlo. Gail spiega che l'edificio è stato costruito nel 1898, e che il fregio è stato applicato tre anni dopo, nel 1901 ed Elaine chiede all'impiegata di scoprire un metodo per accedere al piano. Dopo torna in albergo, dove il receptionist fa visita al direttore dicendo che la Kalisher è andata all'ufficio tecnico del comune e di conseguenza sta per scoprire tutto; Rogas gli ordina di convocare lo staff dell'albergo.
Lo staff composto da Wendy la cameriera, Rogas il direttore, l'uomo della reception e Lettie Gordon, si è riunito, e discutono se mandare la Kalisher al 13º piano o meno, perché la donna prima o poi saprà tutta la verità. A sorpresa si aggiunge anche Judith, che nulla sembrava avere a che fare con quella realtà e che conferma l'idea del gruppo di mandarla "all'inferno". Tuttavia, per non attirare la polizia, al piano bisogna mandare gente sola al mondo; ciò fa scatenare la reazione negativa di Wendy che tenta di fuggire, ma viene messa sull'ascensore.
Dopo qualche ora arriva Gail Myers, che scrive un biglietto alla Kalisher lasciandoglielo sotto la porta, dove diceva di aver trovato un modo per accedere al 13º piano.
La donna si dirige verso l'ascensore, dove ad aspettarla c'è Lettie. Gail dice di essere dell'ufficio tecnico, e che ha saputo che l'ascensore ha avuto qualche problema (quando Elaine l'ha usato la prima volta) e con la scusa di dover controllare il lavoro fatto, va al 12º piano e smonta la pulsantiera seguendo uno schema che avrebbe dovuto dare alla Kalisher. Solo che mettendo le mani proprio nel punto di contatto del 13º piano, c'è una piccola scossa, e Gail per lo spavento scuote la testa, facendo cadere gli occhiali da vista nella colonna interna dell'ascensore. Si ritrova al 13º piano, praticamente non vedendo nulla, ma accorgendosi di esservi all'interno, sentendo puzza di gas da un lume e toccando delle ragnatele. Sente la canzoncina al pianoforte e "vede" un uomo, lo stesso che con l'accetta la uccide.
Dopo una ricerca sui microfilm dell'epoca per capire cosa fosse successo al Wessex Hotel, Elaine scopre tutto: Avery Block, un malato di mente che nel 1901 alloggiò li, salì al 13º piano, uccidendo 13 persone con l'intento di ottenere la vita eterna tramite Satana. La donna poi si reca dal Sergente Madden, riferendogli ciò che ha scoperto, e richiede informazioni su chi si occupò del caso, trovando solamente il figlio del poliziotto, prete. Elaine va nella chiesa di Padre Thomas, che le racconta di quel caso che rovinò suo padre, e che lo stesso morì con la convinzione che Block avesse ottenuto la vita eterna.
Rientrata in albergo, la Kalisher trova il biglietto lasciatole da Gail, così la donna va da Madden, che inizia a credere alla Kalisher.
Entrati nell'ascensore, Rogas li raggiunge cercando di fermarli, ma grazie al mandato di perquisizione il direttore non può opporsi, rimanendo così al piano terra ed iniziando ad agitarsi; ma Lettie lo informa del fatto che sono le ultime due vittime, giusto quelle che mancano per completare il rito satanico. Madden ferma l'ascensore al 12º piano e dice alla Kalisher che tra il 12º e il 14º impiega il doppio del tempo. La Kalisher gli risponde che quello è il 13º piano, ma l'ascensore non si ferma. Così Madden esce dalla botola sopra l'ascensore e apre il portellone del piano. Una volta entrato, all'improvviso parte la solità melodia, che altro non è che il segnale che avvia l'assassino prima di mietere un'altra vittima. L'agente va nella stanza da dove proviene la musica con una pistola in mano. C'è il camino acceso, ma la luce dei lumini a gas si spegne e l'agente vede il massacratore cercando di sparargli, ma fa cadere la pistola; mentre fugge impaurito, l'ascensore si avvia da solo ed il sergente cerca di uscire dal piano andando nella tromba dell'ascensore, ma è appeso solo con le mani. Arriva il folle che lo colpisce mozzandogli le dita e l'agente cade sopra la cabina del saliscendi. Elaine urla e avendo compreso tutto, cerca di scappare, ma tutto lo staff dell'albergo la sta seguendo. Esce dall'ascensore chiedendo aiuto, ma l'albergo sembra deserto. Va in camera sua e chiama la polizia, dicendo che hanno ucciso il Sergente Madden e che la stanno inseguendo. L'operatrice le dice che non riesce a capire cosa stesse dicendo, e poi comprende e le suggerisce dicendo di rimanere in camera sua e che arriverà la polizia. Ma Elaine non ha detto che si trovava in un hotel, e capisce che in realtà quella al telefono altro non è che la centralinista dell'albergo, anch'ella complice. Dopo un movimentato inseguimento, la donna ritorna nell'ascensore, ma il massacratore chiama il mezzo al tredicesimo piano, intenzionato ad ucciderla per completare il rito d'immortalità: lei corrisponderebbe infatti alla tredicesima vittima, l'ultima.
Arrivata al 13º piano, da lei tanto temuto ed atteso allo stesso tempo, sente la melodia. Arriva anche lo staff da una stanza (ciò fa pensare che l'ascensore non sia l'unico metodo per arrivare al 13º piano) ed Elaine si rifugia nella stanza da dove proviene il suono. Dalla sedia con lo schienale rivolto verso la Kalisher spunta una mano che spegne il mangiadischi e il vero assassino si alza: è Alan, il dottore. Elaine chiede spiegazioni e l'uomo le spiega che nella sua carriera di dottore aveva visto morire troppa gente, e che era una condizione che lui non poteva accettare volendo, di conseguenza, l'immortalità. Quando arrivò nell'albergo fece le stesse ricerche della Kalisher: Avery Block ottenne la vita eterna, e la voleva anche Lanier. La Kalisher cerca di scappare, ma da dietro la porta spunta lo staff ed il portiere la tiene ferma, in modo che Alan la possa uccidere. Tuttavia Elaine vede la pistola persa dall'agente, la prende e spara alla testa del dipendente. Poi spara a Lettie; intanto Rogas e Judith riescono a scappare, seguiti dalla Kalisher, che fugge da Alan andando verso l'ascensore.
Non essendo pratica con l'uso delle armi, ad Elaine parte un colpo accidentale ad una lampada a gas. Mentre la protagonista prende l'ascensore per fuggire, il dottore si rialza da terra tentando di ucciderla, ma le porte del saliscendi si chiudono, e dopo qualche secondo c'è una sequenza dove si vedono la lampada rotta ed il fuoco nel camino acceso: il piano esplode terribilmente. Elaine ora si trova all'esterno dello stabile soccorsa da alcuni infermieri. Quando sembra tutto finito, viene mostrata la parte dell'edificio distrutta, ed il mangiadischi che si riaccende, con la solita sonata al pianoforte.
L'ultima scena riprende un uomo che va in un albergo dove si reca alla reception. Una donna girata di spalle ricambia il saluto, ma si rivela essere Judith Teller, che mostra un sorriso diabolico.